# 圣玛格丽达-迪洛萨达
圣玛格丽达-迪洛萨达是葡萄牙波尔图区的一个堂区。总面积1.89平方公里，总人口405人，人口密度214.3人/平方公里。